# Joel Kojo
Joel Kojo (ur. 21 sierpnia 1998 w Akrze) – kirgisko-ghański piłkarz, występujący na pozycji napastnika w uzbeckim klubie Dinamo Samarkanda oraz w reprezentacji Kirgistanu. Uczestnik Pucharu Azji 2023.

## Statystyki

### Klubowe
Na podstawie:
| Klub              | Sezonów | Liga            | Liga  | Liga   | Puchar krajowy | Puchar krajowy | Kontynentalne | Kontynentalne | Suma  | Suma   |
| Klub              | Sezonów | Liga            | Mecze | Bramki | Mecze          | Bramki         | Mecze         | Bramki        | Mecze | Bramki |
| ----------------- | ------- | --------------- | ----- | ------ | -------------- | -------------- | ------------- | ------------- | ----- | ------ |
| Ałaj Osz          | 3       | Top-Liga        | 59    | 41     | 3              | 2              | 8             | 1             | 70    | 44     |
| Dordoj Biszkek    | 2       | Top-Liga        | 35    | 14     | 0              | 0              | 4             | 1             | 39    | 15     |
| Dinamo Samarkanda | 2       | Oʻzbekiston PFL | 20    | 13     | 6              | 4              | –             | –             | 26    | 17     |
|                   | Łącznie | Łącznie         | 114   | 68     | 9              | 6              | 12            | 2             | 135   | 76     |

### Reprezentacyjne
Na podstawie:
| Mecze i gole w reprezentacji podczas Pucharu Azji 2023 | Mecze i gole w reprezentacji podczas Pucharu Azji 2023 | Mecze i gole w reprezentacji podczas Pucharu Azji 2023 | Mecze i gole w reprezentacji podczas Pucharu Azji 2023 | Mecze i gole w reprezentacji podczas Pucharu Azji 2023 | Mecze i gole w reprezentacji podczas Pucharu Azji 2023 | Mecze i gole w reprezentacji podczas Pucharu Azji 2023 | Mecze i gole w reprezentacji podczas Pucharu Azji 2023 |
| Lp.                                                    | Data                                                   | Miasto                                                 | Przeciwnik                                             | Wynik                                                  | Gole                                                   | Inne                                                   | Faza rozgrywek                                         |
| ------------------------------------------------------ | ------------------------------------------------------ | ------------------------------------------------------ | ------------------------------------------------------ | ------------------------------------------------------ | ------------------------------------------------------ | ------------------------------------------------------ | ------------------------------------------------------ |
| 1.                                                     | 16.01.2024                                             | Doha                                                   | Tajlandia                                              | 0:2 (0:1)                                              |                                                        |                                                        | Faza grupowa                                           |
| 2.                                                     | 25.01.2024                                             | Doha                                                   | Oman                                                   | 1:1 (0:1)                                              | 80'                                                    |                                                        | Faza grupowa                                           |

## Sukcesy
Na podstawie:

### Klubowe
Z Dordojem Biszkek:
- Mistrz Kirgistanu 2020/21
- Superpuchar Kirgistanu 2020/21, 2021/22

### Indywidualne
- Król Strzelców Top-Liga 2017/18